# Anopheles parapunctipennis
Anopheles parapunctipennis är en tvåvingeart som beskrevs av Friedrich Wilhelm Martini 1932. Anopheles parapunctipennis ingår i släktet Anopheles och familjen stickmyggor. Inga underarter finns listade i Catalogue of Life.